# Breakthrough Listen

Телескоп Грін-Бенк — один з радіотелескопів, які використовуються в проєкті.

Breakthrough Listen — проєкт Юрія Мільнера по пошуку розумного позаземного життя у Всесвіті, розрахований на 10 років і з проєктним бюджетом в 100 мільйонів доларів. Є складовою частиною проєкту Мільнера Breakthrough Initiatives і був анонсований одночасно з проєктом Breakthrough Message. Проєкт — одна зі спроб пошуку позаземного життя.

## Результати
Сигнал BLC1 (Breakthrough Listen Candidate 1) було виявлено в рамках ініціативи Breakthrough Listen.

## Інтернет-ресурси
- Breakthrough Listen [Архівовано 22 липня 2015 у Wayback Machine.], Breakthrough Initiatives website [Архівовано 7 січня 2021 у Wayback Machine.](англ.)
- Breakthrough Listen [Архівовано 1 січня 2021 у Wayback Machine.], Breakthrough Initiatives website
- Berkeley SETI Research Center [Архівовано 16 липня 2011 у Wayback Machine.], Berkeley SETI Research Center website